# 帕德西 (英國國會選區)
帕德西（英語：Pudsey），英國國會一自治市選區，包括英格蘭約克郡-亨伯西約克郡中北部、利茲西部，共四個地方選區。
始於1885年，1918年撤銷。自1950年以來一直支持保守黨，1997年工黨才首次當選。2010年大選中工黨的現任議員保羅·特拉斯韋爾宣佈退休，由保守黨的斯圖爾特·安德魯以38.5%選票勝出。